# Rémi Lamerat
Rémi Lamerat (Sainte-Foy-la-Grande, 14 gennaio 1990) è un rugbista a 15 francese, dal 2019 tre quarti centro del Bordeaux Bègles in Top 14.

## Biografia
Nativo di Sainte-Foy-la-Grande, Lamerat iniziò a giocare a rugby nello Stade Foyen, squadra locale, fino a quando, nel 2005, non entrò a far parte del centro di formazione giovanile del Tolosa. Un mese dopo il suo esordio nel Top 14, nel marzo 2009 firmò il suo primo contratto professionistico dalla durata triennale. Con lo Stade Toulousain conquistò l'edizione 2010-11 del campionato francese, ma fu scarsamente utilizzato ottenendo, nel totale dei tre anni, solo 19 presenze senza disputare alcun incontro nelle coppe europee. Nella stagione 2011-12 si trasferì a Castres, squadra nella quale militò per cinque anni, aggiudicandosi il titolo di campione di Francia nell'annata 2012-13 e venendo sconfitto in finale nell'edizione successiva, al termine della quale fu nominato miglior rivelazione del campionato. Nel 2016 si spostò nel Clermont e nel suo primo anno lì vinse il Top 14 e arrivò alla finale dell'European Rugby Champions Cup vinta dai Saracens. I successivi due anni nella squadra dell'Alvernia lo videro conquistare la Challenge Cup 2018-2019 e raggiungere, nello stesso anno, la finale del Top 14 persa con il Tolosa. Nel marzo 2019 annunciò il suo trasferimento al Bordeaux Bègles, club a cui si legò con un contratto quadriennale.
Lamerat fece tutta la trafila delle selezioni nazionali giovanili francesi e prese parte alle edizioni 2009 e 2010 dei mondiali under-20. Il suo esordio con la Francia avvenne durante il tour estivo del 2014 dei transalpini durante il quale subentrò dalla panchina in tutti e tre gli incontri con l'Australia. L'anno successivo giocò come titolare tre partite del Sei Nazioni 2015. Pre convocato per la Coppa del Mondo, disputò l'amichevole pre-mondiale contro l'Inghilterra, ma non fu selezionato tra i 31 giocatori che presero parte alla competizione. Dopo quasi un anno di assenza riguadagnò la maglia della nazionale francese durante il tour sudamericano del 2016 dove giocò il secondo incontro con l'Argentina marcando la sua prima meta internazionale; successivamente, scese in campo in tutti e tre i test-match disputati dai transalpini a novembre . Nel 2017 disputò come titolare tutte le giornate del Sei Nazioni segnando una meta contro il Galles. Durante il Sei Nazioni 2018 dopo aver giocato dall'inizio le prime due partite, fu escluso dalla rosa della nazionale francese insieme ad altri sei compagni per aver tenuto dei comportamenti inappropriati la sera successiva alla sconfitta con la Scozia.Tre mesi dopo fu riammesso nella rappresentativa francese in occasione del tour in Nuova Zelanda, nel quale giocò un solo incontro.
A livello internazionale Lamerat può vantare anche una presenza con i Barbarian francesi nella sfida a Samoa del novembre 2013.

## Palmarès
- Campionati francesi: 3
Tolosa: 2010-11
Castres: 2012-13
Clermont: 2016-17
- Challenge Cup: 1
Clermont: 2018-19